# Namesys
Namesys foi uma corporação californiana responsável pelo planejamento e implementação dos sistemas de arquivos ReiserFS e Reiser4. A empresa se encontra inativa desde o final de 2007, e desde 2010, consta listada no Estado da California como "Suspendida". Sua sede era baseada em Oakland, California mas também operava na Rússia. A companhia foi dirigida por seu proprietário, Hans Reiser e também provia suporte à sistemas Linux.
O futuro da companhia é duvidoso após Reiser ter sido culpado de homicídio e anunciado plano de vender a companhia para pagar uma defesa legal. O site da companhia se encontra inacessível desde Novembro de 2007. Edward Shishkin, um funcionário da Namesys, foi mencionado em um artigo da CNET de Jandeiro de 2008 e disse que "a atividade comercial da Namesys parou".